# Jüdischer Friedhof Bad Frankenhausen
Der Jüdische Friedhof Bad Frankenhausen liegt auf dem Gebiet der Stadt Bad Frankenhausen/Kyffhäuser im Kyffhäuserkreis in Thüringen.

## Beschreibung
Der jüdische Friedhof liegt im Napptal, nördlich der Stadt, nordöstlich der B 85 direkt gegenüber der Waldgaststätte Sennhütte. Der etwa 250 m² große Friedhof ist von einem Holzlattenzaun umgeben. Über die Anzahl der Grabsteine gibt es keine Angaben. Auf dem Friedhof befindet sich ein Gedenkstein mit der Inschrift Zum Gedenken der Toten, die hier in Frieden ruhen.
Die Fotos vom jüdischen Friedhof stellen den Zustand am 27. Mai 2015 dar:

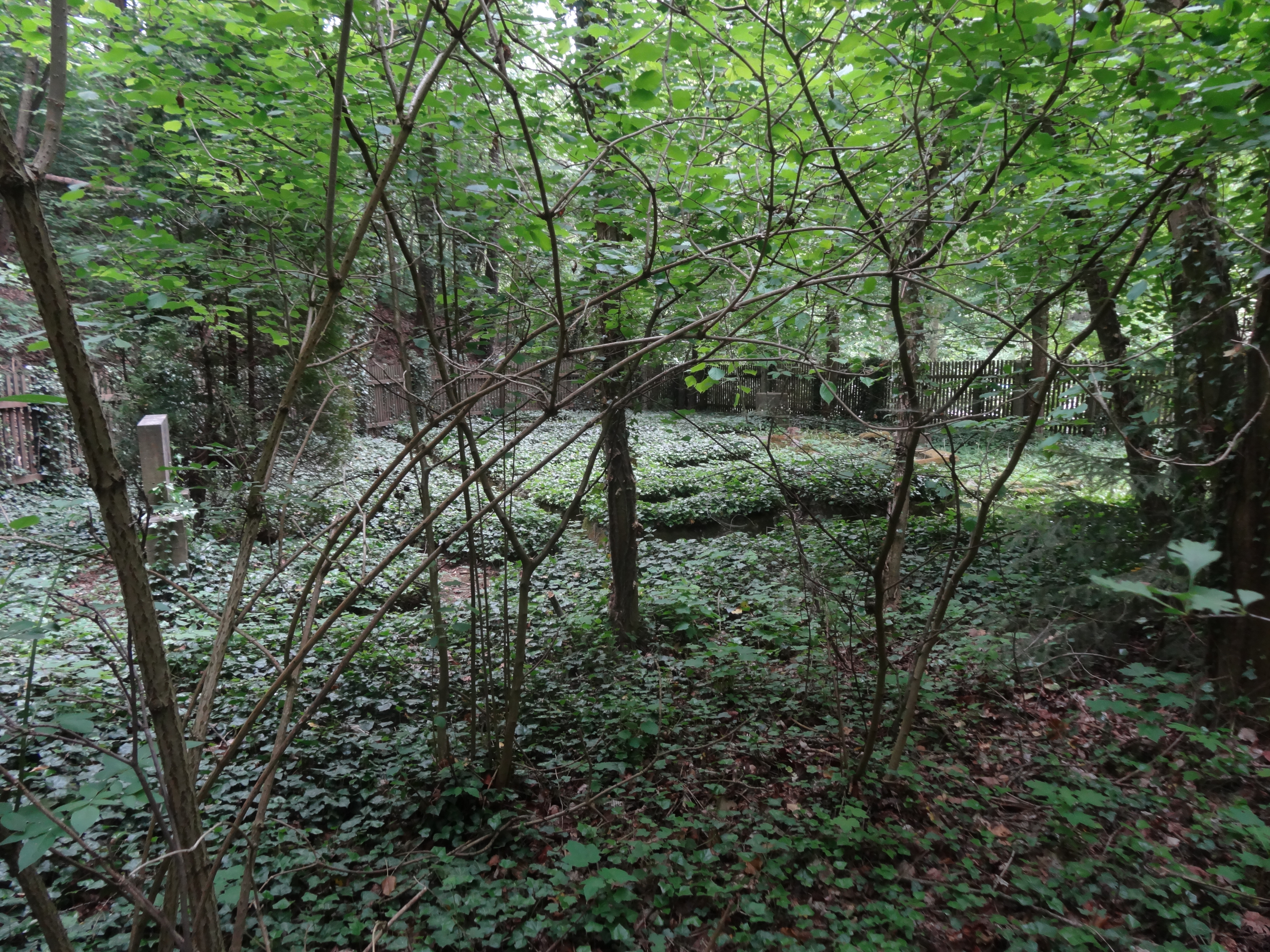
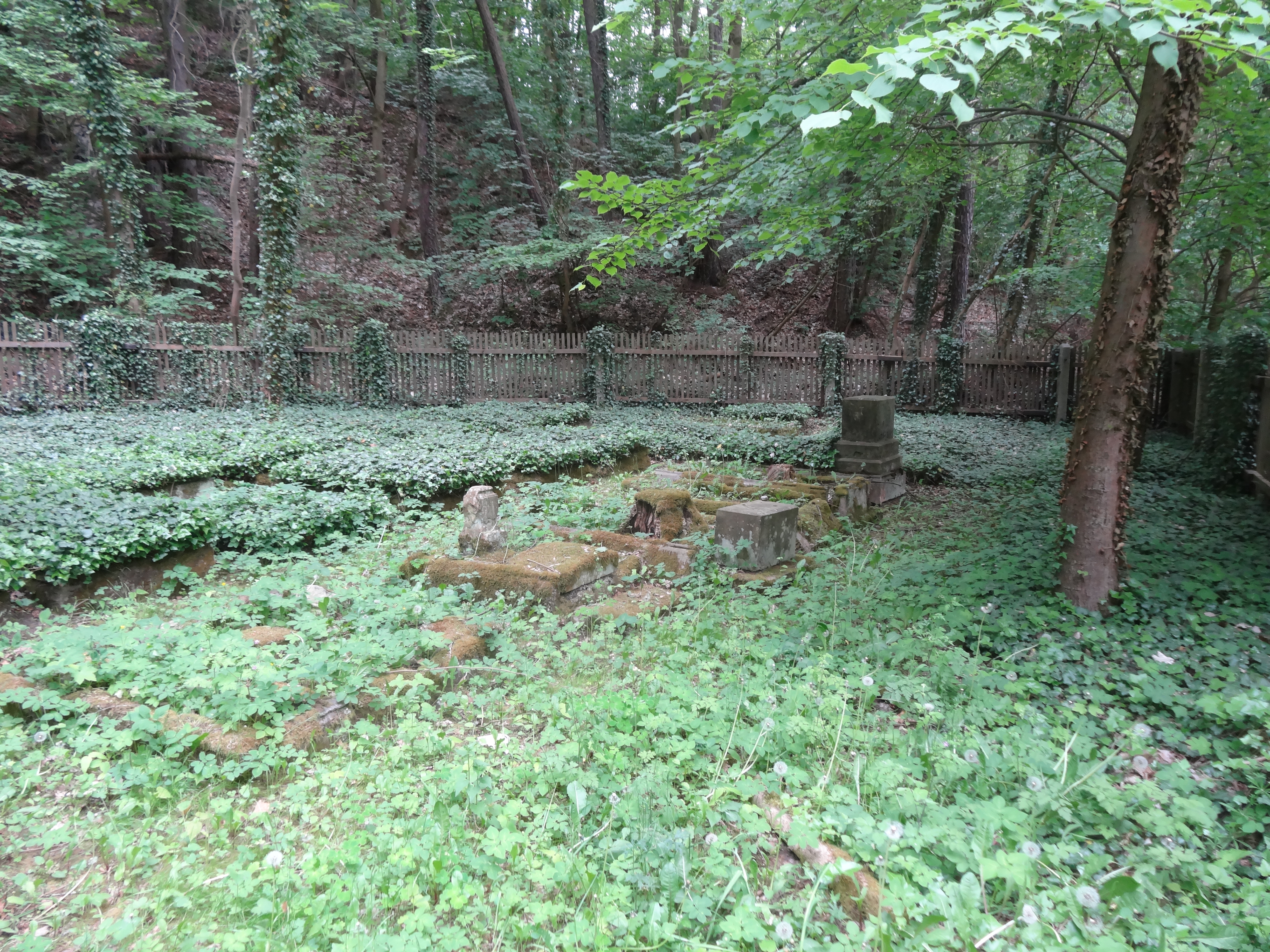

## Geschichte
Der Friedhof wurde 1852 angelegt, bis dahin wurden die Toten der jüdischen Familien Frankenhausens auf einem älteren Friedhof auf dem Schlachtberg beigesetzt. Die genaue Lage dieses Friedhofes ist nicht mehr bekannt. Der Friedhof im Napptal wurde zwischen 1954 und 1956 umfassend instand gesetzt, ein Gedenkstein wurde  errichtet.

### Friedhofsschändungen
Der 1852 angelegte Friedhof wurde bereits 1884 geschändet und in der NS-Zeit teilweise zerstört. Nach 1945 wurde der Friedhof in den Jahren 1954 und 1979 geschändet. Der Täter von 1979 wurde ermittelt.